# 音波消火器
音波消火器とは低周波の振動を利用して消火する消火器。

## 概要
低周波で空気を振動させて反応が盛んに起きている境界層を薄くすることにより、燃焼を妨げ、鎮火に至らしめる。
この方法はハロンのような消火用の薬剤や水を使う従来の方法と比較して、建造物等に与える損害を抑えることが可能。
国防高等研究計画局 (DARPA) が以前から研究を進めていて、ジョージ・メイソン大学の2人の学生が動画を見て開発に着手した。当初、高周波を使っていたものの効果は芳しくなく、実験を重ねるうちにヒップホップのベース・サウンドで頻繁に利用される30～60Hzの低音が効果的である事が判明した。
音波による燃焼制御は他の分野への応用、波及も期待される。